# 桐原捨三
桐原 捨三（きりはら すてぞう、1855年12月17日（安政2年11月9日） - 1926年（大正15年）8月25日）は、明治期の教育者、ジャーナリスト。大阪商業講習所所長。旧姓・河野（こうの）。

## 経歴
武蔵国足立郡糠田村（現・埼玉県鴻巣市）に河野家の四男として生まれ、桐原家に養子に入る。浦和中学に学び、1874年（明治7年）慶應義塾に入り、1878年（明治11年）の卒業後に駅逓局に入る。
1880年（明治13年）三菱商業学校を卒業し、福澤諭吉の紹介で大阪商業会議所の五代友厚に聘せられ大阪商業講習所所長となる。府立になると共に大阪高等商業学校に改編。次いで大阪新報に入り、神戸新報、改進新聞を経る。
1899年（明治32年）に本山彦一の招きで大阪毎日新聞へ移る。「回向院本場所 化粧廻の懸賞」という予想投票や、数々の人気投票を企画し、「桐原式」と呼ばれた。
その後、東京国文社社長となる。
1882年（明治15年）には立憲改進党の評議員となる。1889年（明治2年）の東京市会議員選挙に本所区から立候補して当選した。1890年（明治23年）、1892年（明治25年）の衆議院議員総選挙に立候補するが、共に落選している。
1926年（大正15年）8月25日、脳溢血のため死去。